# Roman Safiullin
Roman Risjatovitj Safiullin (russisk: Роман Ришатович Сафиуллин, født 7. august 1997 i Podolsk, Rusland) er en professionel tennisspiller fra Rusland.